# Clethra parallelinervia
Espèce
Statut de conservation UICN

 VU B1ab(iii) : Vulnérable
Clethra parallelinervia est une espèce de plantes à fleurs de la famille des Clethraceae.

## Publication originale
- Flora of Ecuador 45(146a): 17. 1992.